# Ноуа Хауърд
Ноуа Хауърд (на английски: Noah Howard) е американски фрий джаз алто саксофонист.
Роден е в Ню Орлиънс и свири музика още от дете в църквата. Първо изучава тромпета, после минава на алто, тенор и сопран саксофон. Учи при Дюи Джонсън, първо в Лос Анджелис и после в Сан Франциско. Той е новатор, повлиян от Джон Колтрейн и Албърт Ейлър.
Когато се мести в Ню Йорк започва работи при Сън Ра.
Записва първата си плоча като лидер на Noah Howard Quartet през 1965 г. и втората му плоча Noah Howard at Judson Hall през 1966 г. за Ий Ес Пи Рекърдс, но не получава благоразположението на критиката в Щатите. През 1960-те и 1970-те г. изпълнява често в САЩ и Европа и се премества в Париж през 1968 г.
През 1969 г. се появява за първи път в албума One For John с Франк Райт и Black Gipsy с Арчи Шеп. Като лидер записва The Black Ark с Артър Дойл и други. През 1971 г. създава своя собствена музикална компания, АлтСакс, с която издава по-голямата част от музиката си.
През 1971 г. записва Patterns в Нидерландия с Миша Менгелберг и Хан Бенинк. Измества се в Париж през 1972 г., живее в Найроби през 1982 г. и най-накрая отива в Брюксел в края на 1982 г., където има студио и стопанисва джаз клуб. Записва постоянно през 70-те и 80-те години, обследвайки фънк и уърлд музиката в края на десетилетието и записва за АлтСакс. През 90-те години се връща към фрий джаз корените си, записвайки с Кейдънс Джаз и други компании, и се радва на критически успех. Последните му два албума, Desert Harmony (2008, с Омар ал Факир) и Voyage (2010), отразяват интереса му към уърлд музиката и са повлияни от индийската, латиноамериканската и близкоизточната музика.
Умира от мозъчен кръвоизлив на 67 години на 3 септември 2010 г. Надживян е от жена си Лив Франзен.